# Remi-Fursy Descarsin
Remi-Fursy Descarsin (né à Chauny le 4 juillet 1747, et mort à Nantes le 14 novembre 1793) est un peintre et peut-être un miniaturiste français. Il est connu pour ses portraits réalistes. Il est mort prématurément, victime de la phase de la Révolution française connue sous le nom «la Terreur ».

## Biographie
Remy-Furcy Descarsin nait le 4 juillet 1747 à Chauny, dans la paroisse Saint-Martin (Aisne) d'Armand Descarsin, procureur du roi du bailliage de Chauny et notaire royal, et de Barbe Desains. Il se décrit comme un élève de l'Académie royale de peinture et de sculpture à Paris lorsqu'il demande à être admis à l'Académie en 1789. Il est cependant peu probable qu'il ait été officiellement élève de l'Académie, car son nom n'apparaît pas dans le registre de l'Académie. Le 29 octobre 1770, il épouse une Allemande nommée Marie-Ève Kaiger (ou Kaigre) à Noyon. Sa femme semble peu instruite. Il a dû s'installer à Paris après 1774. En 1783, sa femme obtient à Paris une séparation de biens avec son mari afin de protéger ses biens du comportement erratique de son mari qu'elle décrit comme un homme dépressif et suicidaire souffrant d'une maladie de peau incurable. Cela laisse supposer que sa femme devait posséder une certaine fortune indépendante.

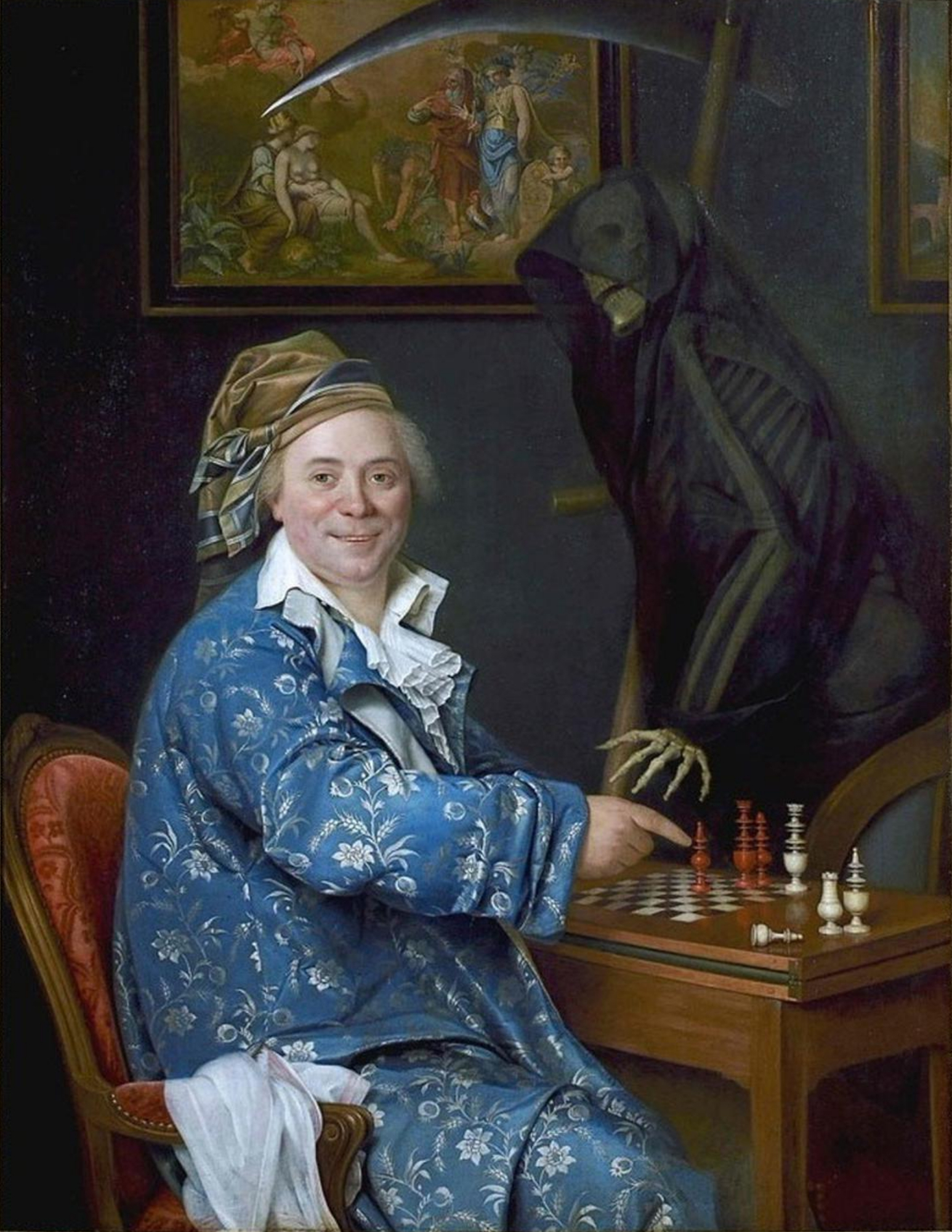
Le Dr. de C. jouant aux échecs avec la mort

À Paris, il entre en contact avec Pahin de La Blancherie, le fondateur du Salon de la Correspondance, une association d'artistes et d'intellectuels qui, de 1778 à 1788, se réunit chaque semaine dans un lieu de Paris. Lors de ces événements hebdomadaires, les participants pouvaient prendre part à des conférences et des débats, écouter des concerts et des conférences et voir des expositions d'instruments scientifiques, de curiosités, de sculptures et de peintures. Les artistes participants n'étaient pas membres de l'Académie et comprenaient Joseph Ducreux, Rose-Adélaïde Ducreux et Marie-Victoire Lemoine. Entre 1783 et 1786, Descarsin expose plusieurs tableaux au Salon de la Correspondance. Ses filles Caroline et Sophie sont des harpistes accomplies et font leurs débuts au Salon de la Correspondance en 1785, alors qu'elles n'ont que 11 et 6 ans.
Le comte de Provence (également connu sous le nom de "Monsieur"), frère du roi de France Louis XVI et du futur roi Louis XVIII, est un partisan du Salon de la Correspondance. Il n'est pas certain que Descarsin ait attiré l'attention du comte de Provence par l'intermédiaire du Salon. De 1782 à 1789, il reçoit des commandes du comte de Provence. À partir de 1783, il peint plusieurs copies de portraits du comte. Ces copies sont distribuées par le comte à son entourage, aux personnes rencontrées lors de ses voyages ou à toute autre personne qu'il souhaite honorer. En 1783, il réalise un portrait du comte de Provence en costume de grand maître des ordres réunis de Saint-Lazare et de Notre-Dame du Mont-Carmel, portant les colliers desdits ordres, de l'ordre de la Toison d'Or et de l'ordre du Saint-Esprit, d'après un tableau de François-Hubert Drouais.

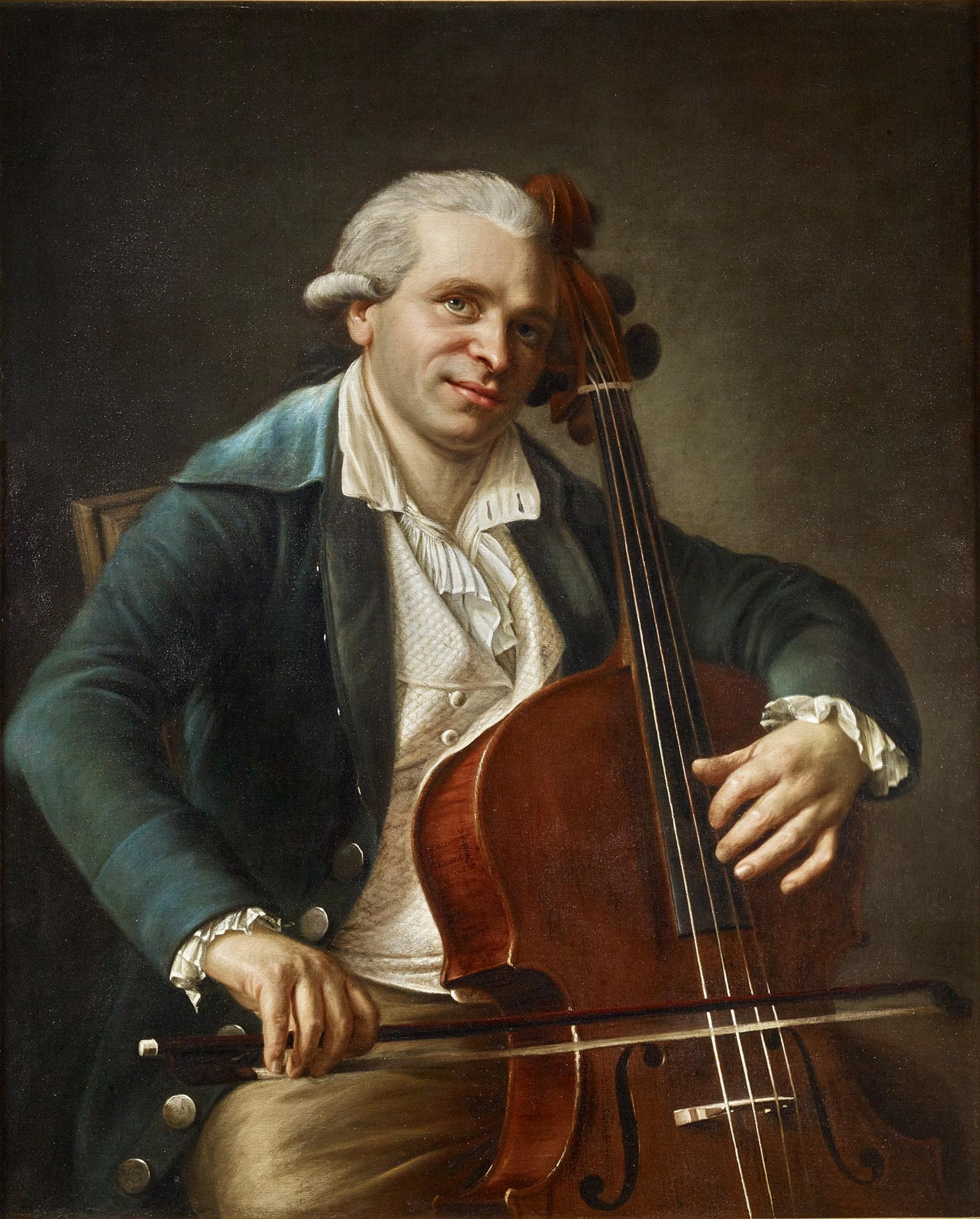
Portrait du violoncelliste Jean-Louis Duport

Au service du comte, il sert également une clientèle de membres de la haute noblesse, de chevaliers de l'ordre du Saint-Esprit et de l'ordre de Saint-Lazare et de membres de l'Académie. Il réalise en 1783 un portrait du maréchal Anne Pierre d'Harcourt dans une posture de commandement (1783, réexposé en 1785) et des deux fils du maréchal. Descarsin fait faire des copies des tableaux auxquels il met la dernière main afin que le maréchal puisse les distribuer à diverses personnes. Le portrait du maréchal a été exposé quelques fois au Salon de la Correspondance. Il fut ensuite offert, avec d'autres portraits, à la famille royale et exposé dans les appartements de la reine pour être vu par toute la cour et le public. Il a également peint les portraits du prince Gabriel-Marie de Talleyrand-Périgord, des marquis d'Estampes et de Valançay, de la Maison de Choiseul et de Charles Pierre Hyacinthe d'Ossun.
Sous la direction de Descarsin, ses filles talentueuses participent avec succès des concerts de harpe à Paris et dans des capitales provinciales telles que Rouen et Bordeaux à partir de février 1785. Un droit d'entrée était perçu pour assister aux concerts. Pendant les concerts, Descarsin fait la promotion de ses portraits. Il utilise également les médias locaux pour faire la publicité des concerts et de ses propres œuvres d'art. En février 1789, les sœurs harpistes jouent lors d'une représentation payante à Paris et le 25 mars 1789, elles jouent au Concert Spirituel à Paris. Certains compositeurs dédient des œuvres aux deux sœurs et des poètes composent des poèmes sur elles. Les sœurs se sont produites à l'occasion avec des musiciens de premier plan de leur époque, tels que le violoniste Gervais et le violoncelliste Jean-Louis Duport. Le compositeur Louis-Charles Ragué dédie son Trio pour violon, violoncelle et harpe à la sœur aînée Caroline. L'œuvre est créée par Caroline, Gervais et Duport au Concert Spirituel à Paris. Le compositeur Francesco Petrini dédie son Concerto pour harpe n° 1 à Caroline. L'œuvre est créée par Caroline au Concert Spirituel de Paris en 1786.

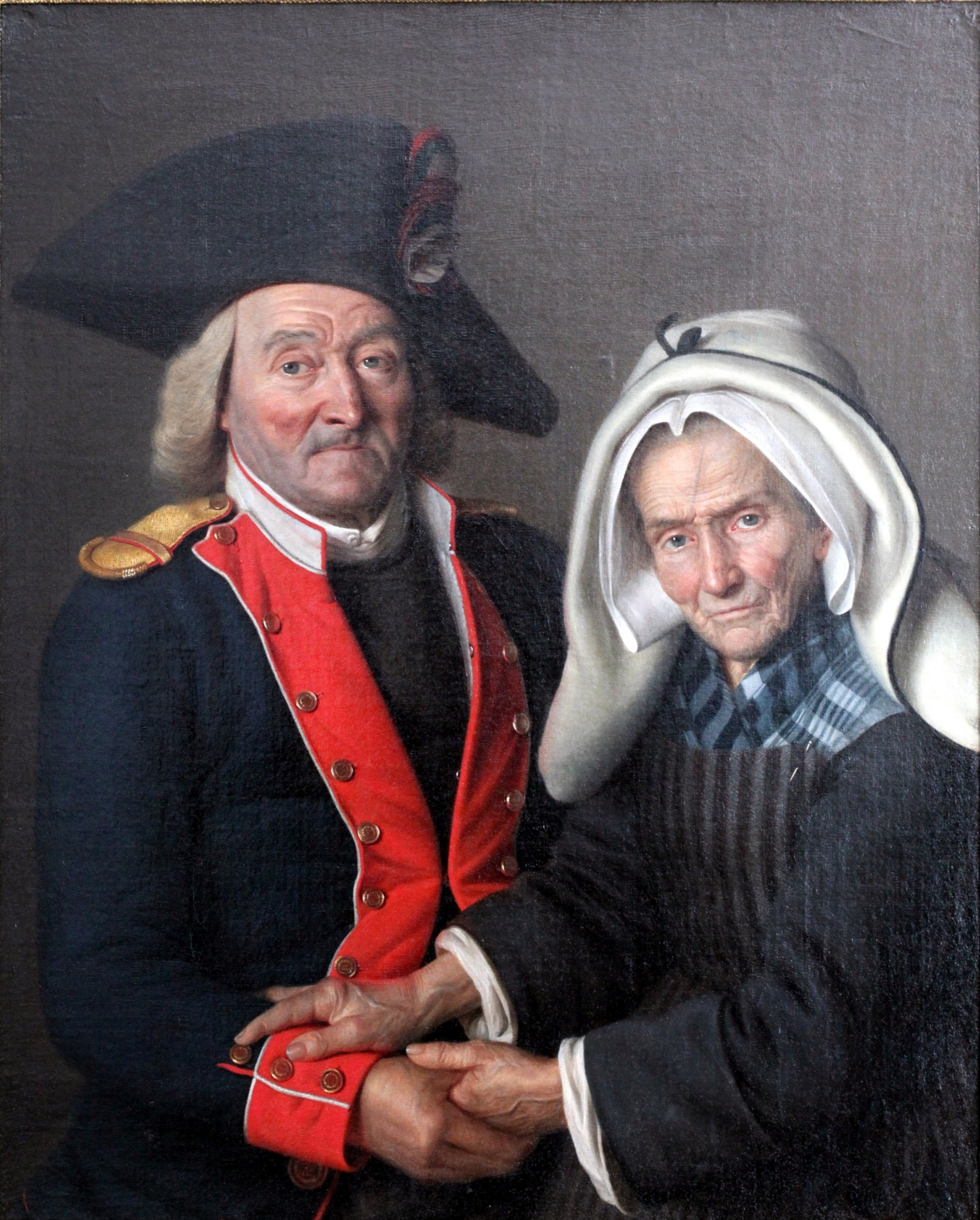
Vieux garde national et femme

Le 8 avril 1788, une requête est remise au nom de Descarsin à Cromot de Fougy, surintendant des bâtiments et des finances du comte de Provence. Dans cette requête, l'artiste demande le brevet de peintre du comte, qui, s'il est accordé, lui permettra de s'identifier publiquement comme peintre du comte. Le brevet lui est accordé le 4 mai 1788. Le 25 avril 1789, il soumet un autoportrait à l'Académie royale de peinture et de sculpture de Paris pour appuyer sa demande d'agrément. L'Académie refuse sa demande. La raison de ce refus peut résider dans la mauvaise opinion que Jean-Baptiste Marie Pierre, directeur de l'Académie et premier peintre du roi, s'était faite du caractère de Descarsin dans son rôle d'organisateur des concerts très lucratifs de ses filles.
Après le début de la Révolution française, de nombreuses institutions françaises sont dissoutes. Le Concert Spirituel cesse en 1790. Descarsin s'engage dans la Garde nationale et arrive avec sa famille à Nantes le 5 novembre 1789. Lui et sa fille aînée doivent consulter des médecins. Descarsin peint les portraits de quelques-uns de ces médecins. En tant que membre de la Garde nationale, il réalise également un double portrait d'un vieux garde et de sa femme. Il publia un avis public invitant le public à se rendre dans son atelier pour voir le tableau en personne. Il organise également d'autres concerts de ses filles qui sont couronnés de succès et inspirent les poètes locaux à louer des jeunes musiciennes.

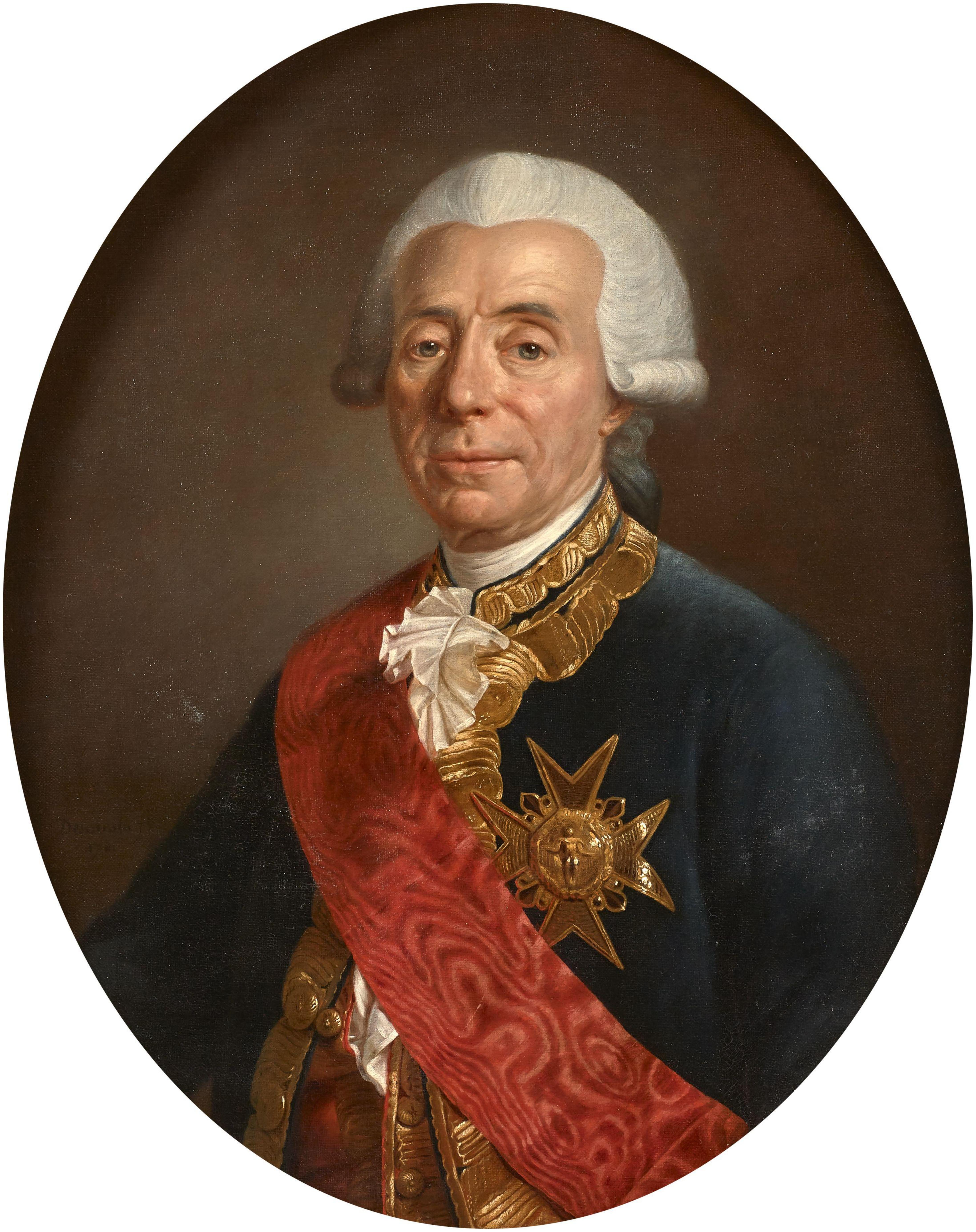
Charles-René de Fourcroy (1781)

Au début de l'année 1992, il organise à son domicile une nouvelle exposition des portraits qu'il a peints à Nantes. En avril 1992, il se défend publiquement contre les rumeurs selon lesquelles il n'aurait pas peint lui-même son autoportrait et le portrait de Charles Pierre Hyacinthe d'Ossun et que les couleurs de ses tableaux s'estomperaient après un certain temps. En 1793, Jean-Jacques Gentet de la Chenelliere, un noble marié de 40 ans qui loue une chambre avec sa fille en bas âge dans la résidence de Descarsin, séduit la fille de Descarsin, Caroline, âgée de 19 ans. Après expulser Descarsin le noble de son domicile, une lettre anonyme dénonçant le couple Descarsin comme antirévolutionnaire et complice des rebelles de la insurrection contre-révolutionnaire de Vendée est envoyée au représentant en mission de la Révolution à Nantes - Pierre Philippeaux.
Après une perquisition au domicile de Descarsin qui n'a rien révélé de suspect, Descarsin a pu identifier l'auteur de la lettre anonyme comme étant son locataire expulsé, Gentet de la Chenelliere, qui a ensuite été enfermé. Dans un premier temps, la famille Descarsin est laissée à elle-même. Les choses changent le 23 octobre 1793, lorsque le couple Descarsin est arrêté et enfermé dans des prisons séparées sur ordre du comité révolutionnaire local. Il fut transféré dans une prison sur un bateau où les conditions étaient très mauvaises. Sa fille aînée fait de grands efforts pour obtenir sa libération pour des raisons médicales. Descarsin tenta de faire sortir clandestinement des lettres dans lesquelles il dénonçait les membres du Comité révolutionnaire et les menaçait de mort s'il était libéré. Après l'interception des lettres, le reste de sa famille (ses filles et son jeune fils) est également arrêté. Il commence à rédiger une lettre à l'un des juges du Comité révolutionnaire. La lettre reste inachevée. Il est condamné à mort par le Comité révolutionnaire comme contre-révolutionnaire et instigateur des rebelles le 14 novembre 1793 et guillotiné à 3 heures de l'après-midi du même jour. Les membres de sa famille furent plus tard libérés de leur détention.

## Œuvre

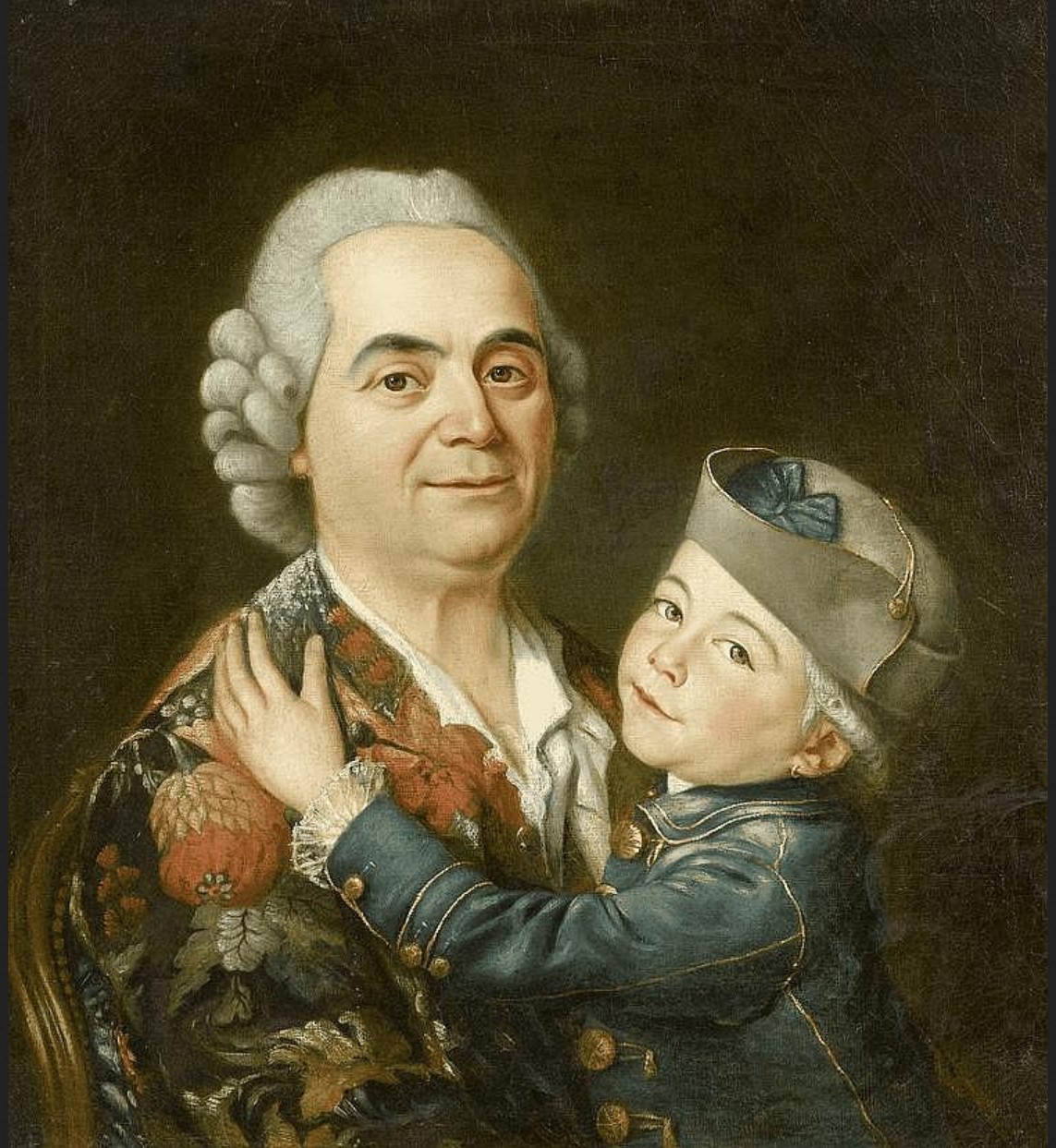
Portrait d'un père et son fils

Pierre-Yves Badel recense 23 ou 24 œuvres de cet artiste dans son article « Essai de catalogue de l'œuvre de Descarsin ». La localisation de certaines d'entre elles est inconnue. Certaines sont apparues sur le marché de l'art depuis, comme la Jeune fille au panier de fleurs,. Il était un portraitiste spécialisé dans la peinture à l'huile. On ne sait pas s'il travaillait également au pastel, ce qui était populaire à l'époque. Ses portraits représentent généralement le modèle à mi-corps ou assis, bien que quelques portraits en pied soient connus.

## Œuvres
- Portrait de l'officier de marine Pierre Duval. Paris, Musée du quai Branly
- Portrait d'homme à la veste rouge. Vizille, Musée de la Révolution française
- Portrait d'un père et son fils (1771)
- Portrait du comte de Provence (Monsieur comme grand maître de l’Ordre royal de Notre-Dame du Mont-Carmel et de Saint-Lazare de Jérusalem) (1772). Vizille, Musée de la Révolution française
- Portrait de M. le maréchal d'Harcourt, vu jusqu'aux genoux, dans l'attitude du commandement (1783, réexposé en 1785)
- Petite marchande de bouquet (1783)
- Portrait de M. Raffeneau, notaire à Lille (1783)
- Portrait de M. Nivard, peintre du Roi (1787)
- Portrait du violoncelliste Jean-Louis Duport (1788). Paris, Musée de la musique
- Portrait de Charles-René de Fourcroy (1781). Paris, Conservatoire du portrait du dix-huitième siècle (CPDHS)
- Portrait de Louis-Jules Mancini-Mazarini (1786). Collection particulière
- Un garde national et sa femme, René Dogereau et Perrine Trouillard (1791). Vizille, Musée de la Révolution française
- Le Dr. de C. jouant aux échecs avec la mort (1793). Vizille, Musée de la Révolution française
- Portrait de Guillaume François Laënnec (1793). Nantes, Faculté de médecine

## Œuvres choisies

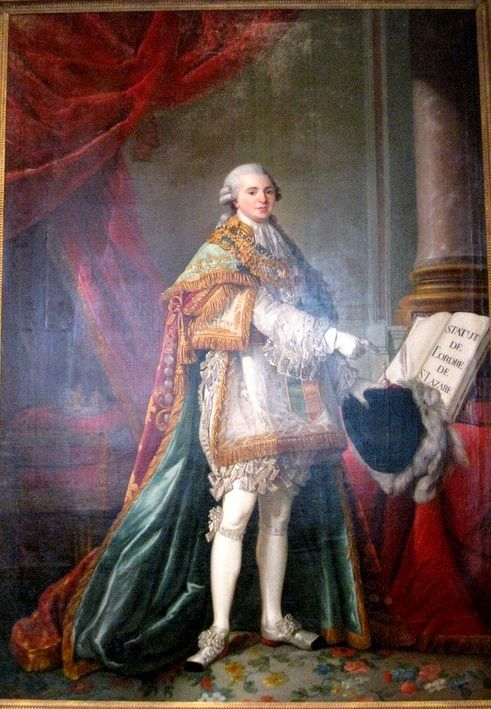
Le comte de Provence (1772)
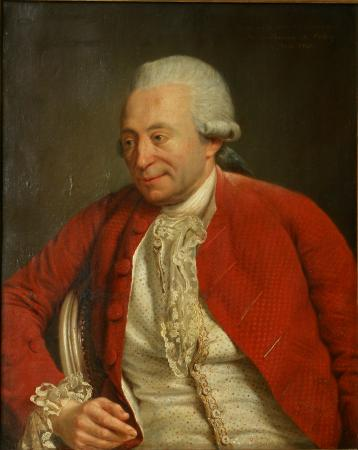
Louis-Jules Mancini-Mazarini (1786)
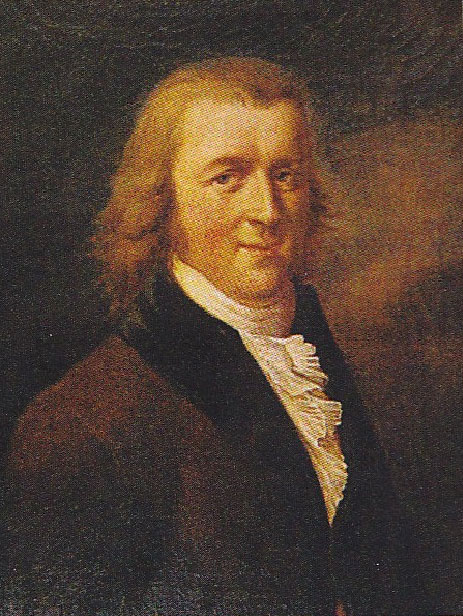
Guillaume Laënnec (1793)